# The Anchorage Provincial Park
Der The Anchorage Provincial Park ist ein Provincial Park in der kanadischen Provinz New Brunswick. Der Park liegt an der südöstlichen Küste von Grand Manan Island und damit am Übergang des Golf von Maine zur Bay of Fundy. Der Park liegt im Charlotte County. Von Grand Harbour (dem Hauptort der Insel) aus ist er über die New Brunswick Route 776 zu erreichen. 